# Північний Ред
Півні́чний Ред або найчастіше Ред-Ривер-оф-де-Норт (англ. Red River of the North) — північноамериканська річка, що є межею штатів Міннесота та Північна Дакота і впадає в озеро Вінніпег в канадській Манітобі.

## Етимологія
Її також називають Північний Ред, щоб відрізняти її від Південного Ред, притоки Міссісіпі.

## Географія
Починається при злитті річки Буа-де-Су та річки Оттер-Тейл, що стікають з Кото-де-Прері, вона продовжує до самого гирла текти на північ. В США вона минає міста Фарго, Гранд-Форкс, потім протікає по Канаді в провінції Манітоба, столиця якої — Вінніпег — заснована при впадінні в Ред-Ривер річки Ассінібойн.
Ред-Ривер — це залишки стародавнього озера Агассис.
Ця річка відома своїми великими паводками, особливо в 1776, 1826, 1852, 1950 і 1997 роках. Останній з них особливо торкнувся Гранд-Форкс, але минув Вінніпег, завдяки відвідному каналу Ред-Ривера — водному шляху завдовжки в 47 км, відкритому в 1968 році який дозволяє воді обходити столицю стороною. Витрата води в 2000 м³/с реєструвалася одинадцять разів з 1948 по 1999 роки, а в 1826 році склала 6400 м³/с.
У березні 2009 року небувала повінь відбулась у Міннесоті та Північній Дакоті.